# Soiuz 13
Soiuz 13 (rus: Союз 13, Unió 13) va ser un vol espacial tripulat soviètic en 1973, el segon vol de prova de la nova nau espacial redissenyada Soiuz 7K-T que va volar per primer cop amb el Soiuz 12. La nau va ser especialment modificada per transportar l'Orion 2 Space Observatory. El vol, tripulat per Piotr Klimuk i Valentín Lébedev, va ser la primera missió científica dedicada de la Unió Soviètica, i va ser la primera missió controlada pel nou Centre de Control de Missions a Kaliningrad.

## Tripulació
| Posició         | Cosmonauta                           | Cosmonauta                           |
| --------------- | ------------------------------------ | ------------------------------------ |
| Comandant       | Piotr Klimuk Primer vol espacial     | Piotr Klimuk Primer vol espacial     |
| Enginyer de vol | Valentín Lébedev Primer vol espacial | Valentín Lébedev Primer vol espacial |

### Tripulació de reserva
| Posició         | Cosmonauta       | Cosmonauta       |
| --------------- | ---------------- | ---------------- |
| Comandant       | Lev Vorobiov     | Lev Vorobiov     |
| Enginyer de vol | Valeri Iazdovski | Valeri Iazdovski |

### Tripulació en suport
| Posició         | Cosmonauta          | Cosmonauta          |
| --------------- | ------------------- | ------------------- |
| Comandant       | Vladímir Kovaliónok | Vladímir Kovaliónok |
| Enginyer de vol | Iuri Ponomariov     | Iuri Ponomariov     |

## Paràmetres de la missió
- Massa: 6560 kg
- Perigeu: 188 km
- Apogeu: 247 km
- Inclinació: 51.6°
- Període: 88.8 min